# Квантовий LC-контур
Квантовий LC-контур (Quantum LC circuit) - аналітичне продовження класичного {\displaystyle LC-} осцилятора (коливального контуру) на область квантової механіки. 
Із класичної електродонаміки відоме диференційне рівняння для реактивного коливального контуру у вигляді:
{\displaystyle L{\frac {d^{2}q}{dt^{2}}}+R{\frac {dq}{dt}}+{\frac {q}{C}}=0}
де {\displaystyle L\ } - індуктивність контуру, {\displaystyle R\ }- активний опір системи (за рахунок з'єднувальних провідників) та {\displaystyle C\ }- ємність контуру.
За своєю математичною формою і фізичним змістом це класичне диференційне рівняння еквівалентне диференційному рівнянню вільних затухаючих коливань кульки, підвішеної на пружині:
{\displaystyle m{\frac {d^{2}x}{dt^{2}}}+r{\frac {dx}{dt}}+kx=0}
де {\displaystyle m\ }- маса кульки, Неможливо розібрати вираз (SVG (MathML можна ввімкнути через плагін браузера): Недійсна відповідь («Math extension cannot connect to Restbase.») від сервера «http://localhost:6011/uk.wikipedia.org/v1/»:): {\displaystyle r \ }
 механічний опір коливанням маятника та {\displaystyle k\ }- коефіцієнт пружності.
Таким чином, в класичній фізиці ми маємо взаємну відповідність між механічними та електродинамічними фізичними величинами:
{\displaystyle L\leftrightarrow m} (індуктивність <--> маса)
{\displaystyle C\leftrightarrow 1/k} (ємність <--> 1/пружність)
{\displaystyle x\leftrightarrow q} (зміщення <--> заряд).

## Квантові оператори електромагнітних величин
Оператор імпульсу в зарядовому просторі можна подати у наступному вигляді:
{\displaystyle {\hat {p}}_{L}=-i\hbar {\frac {d}{dq}},{\hat {p}}_{L}^{*}=i\hbar {\frac {d}{dq}}}
де {\displaystyle \hbar -} приведена стала Планка, а {\displaystyle {\hat {p}}_{L}^{*}}- комплексно- спряжений оператор імпульсу.
Оператор Гамільтона в зарядовому просторі можна подати у вигляді:
{\displaystyle {\hat {H}}_{L}=-{\frac {\hbar ^{2}}{2L}}{\frac {d^{2}}{dq^{2}}}+{\frac {L\omega _{0}^{2}}{2}}{\hat {q}}^{2}}
де {\displaystyle {\hat {q}}^{*}-} комплексно- спряжений оператор заряду, а 
{\displaystyle \omega _{0}={\sqrt {{\frac {1}{LC}}-{\frac {R^{2}}{4L^{2}}}}}-} резонансна частота коливного контуру.
Єдина відмінність зарядового простору від традиційного 3Д- простору в тому, що від одновимірний. Правда в ньому негативні координати необхідно сприймати цілком серйозно, адже вони пов'язані із зарядами!

## Рівняння Шредінгера для електромагнітного осцилятора
Використовуючи оператори зарядового простору, рівняння Шредінгера для електромагнітного осцилятора можна записати у вигляді:
{\displaystyle -{\frac {\hbar ^{2}}{2L}}{\frac {d^{2}\Psi }{dq^{2}}}+{\frac {L\omega _{0}^{2}}{2}}q^{2}\Psi =W\Psi }
Для розв'язку цього рівняння необхідно ввести безрозмірні змінні для зарядів та енергії:
{\displaystyle \xi =q{\sqrt {\frac {L\omega _{0}}{\hbar }}}}
{\displaystyle \lambda ={\frac {2W}{\hbar \omega _{0}}}}
де {\displaystyle q_{0}={\sqrt {\frac {\hbar }{L\omega _{0}}}}}- масштабний заряд.
Тоді рівняння Шредінгера в безрозмірних змінних приймає форму рівняння Чебишева- Ерміта:
{\displaystyle ({\frac {d^{2}}{d\xi ^{2}}}+\lambda -\xi ^{2})\Psi =0}
Власні значення гамільтоніана тут будуть:
{\displaystyle W_{n}=\hbar \omega _{0}(n+1/2).\ }
де при  {\displaystyle n=0} маємо "нульові коливання":
{\displaystyle W_{0}=\hbar \omega _{0}/2.\ }
В загальному випадку масштабний заряд можна записати у вигляді:
{\displaystyle q_{0}={\sqrt {\frac {\hbar }{L\omega _{0}}}}={\frac {q}{\sqrt {4\pi \alpha }}}}
де {\displaystyle \alpha \ }- стала тонкої структури.
Очевидно, що масштабний заряд суттєво відрізняється від заряду електрона. Більше того, його квантування буде:
{\displaystyle q_{0n}=q_{0}{\sqrt {2n+1}},n=0,1,2,...\ }.

## Основні співвідношення для реактивного квантового контуру
Очевидно, що величини квантових індуктивностей та ємностей взаємозв'язані. В квантовому випадку так само, як і в класичному, ми маємо такі співвідношення для резонансної частоти та хвильового опору:
{\displaystyle \omega _{q}={\frac {1}{\sqrt {LC}}}\ }
{\displaystyle \rho _{q}={\sqrt {\frac {L}{C}}}}
Ця система рівнянь дає можливість знаходження реактивних параметрів:
{\displaystyle C={\frac {1}{\omega _{q}\rho _{q}}}\ }
{\displaystyle L={\frac {\rho _{q}}{\omega _{q}}}\ }
Проте класичний хвильовий опір в класичній електродинаміці рівний величині:
{\displaystyle \rho _{q}={\sqrt {\frac {L}{C}}}={\sqrt {\frac {\mu _{0}\mu }{\epsilon _{0}\epsilon }}}}.
А у квантовому випадку із врахуванням співвідношень:
{\displaystyle \mu =\epsilon =1\ }
ми будемо мати хвильовий опір вакууму:
{\displaystyle \rho _{q}={\sqrt {\frac {\mu _{0}}{\epsilon _{0}}}}=\rho _{0}.}.
На резонансну частоту {\displaystyle LC-} контуру також накладається умова:
{\displaystyle \omega _{0}=\omega _{q}\ }.
В загальному випадку повна енергія контуру є постійна величина:
{\displaystyle W_{t}={\frac {q^{2}}{2C}}+{\frac {LI^{2}}{2}}=const.}
Прирівнюючи цю енергію нульовим коливанням, знаходимо максимальний струм в контурі:
{\displaystyle I_{0}^{2}={\frac {\hbar \rho _{0}}{L^{2}}}}
А у випадку нульового струму в контурі, отримаємо максимальний заряд на ємності:
{\displaystyle Q_{0}^{2}={\frac {\hbar }{\rho _{0}}}}
Між цими величинами справедливе співвідношення:
{\displaystyle I_{0}Q_{0}=\hbar ^{2}/L^{2}}.

## Триєдина постановка задачі про квантовий рух частки маси m та заряду q
Так само, як і рівняння Клейна- Гордона задача про квантовий зарядовий осцилятор самостійного значення не має.
Будь-який квантовий рух частки з відмінними від нуля масою та зарядом в рамках квантової фізики повинен розглядатися за допомогою самопогодженого розв'язку трьох квантовомеханічних рівнянь.
Очевидно, що першим рівнянням повинно бути рівняння Шредінгера, що задає енергетичний і просторовий масштаби проблеми (аналог рівняння Н'ютона для руху частки).
Другим повинно бути рівняння Клейна- Гордона що враховує релятивістську масу спокою частки, котра подається у вигляді стоячої хвилі матерії, на відстані, що визначається рівнянням Шредінгера. Тут також задається товщина стоячої хвилі матерії, котра рівна комптонівській довжині хвилі частки.
І тільки третім рівнянням повинно бути рівняння зарядового осцилятора, в рамках якого використовуються реактивні параметри (ємність та індуктивність) стоячої хвилі матерії, товщина якої рівна комптонівській довжині частки.
Таким чином, рівняння Шредінгера задає основні параметри системи, зв'язані з рухом частки. Проте тільки рівняння Клейна- Гордона описує конкретну розмазку маси самопогоджену з рівнянням Шредінгера. А рівняння зарядових осциляцій описує розмазку заряду в тому ж об'ємі, що задає рівняння Клейна- Гордона. 

## Дивись також
- Гармонічний осцилятор
- Квантовий осцилятор